# 三尖两刃刀
三尖两刃刀是一种古代冷兵器，属于长柄武器。其特点是刀头分三叉，刀口分两刃，可以刺，劈，砍，砸。分叉的刀刃除可突刺之外，还可用来格挡其他武器的攻击。 著名使用者有三国时期袁术帐下大将纪灵、水滸傳中的人物史進，以及神话人物楊戩。

## 二次創作
在一些二次創作作品中，以下角色以三尖兩刃刀為武器。
- 羅貫中《三國演義》：纪灵、晏明
- 施耐庵《水滸傳》：史進、彭玘
- 吳承恩《西遊記》：楊二郞
- 吳璿《飛龍全傳》楊業
- 《宝莲灯》：楊戩
- 《封神榜》：楊戩
- 《真三國無雙7》：于禁
- 《真三國無雙8》：于禁
- 《蒼天航路》：趙雲
- 《火鳳燎原》：張遼